# Gymnodia versicolor
Gymnodia versicolor är en tvåvingeart som först beskrevs av Stein 1906.  Gymnodia versicolor ingår i släktet Gymnodia och familjen husflugor. Inga underarter finns listade i Catalogue of Life.